# Ganguelas

Mapa étnico de Angola em 1970 (área dos povos designados como ganguelas marcada a verde)

Os ganguelas ou nganguela são um grupo etnico que vive no leste e a sudeste do Planalto Central de Angola. O seu nome é desde os tempos coloniais usado para designar, não apenas esta etnia, mas um conjunto de povos que habitam a região em questão. As principais línguas faladas são o ganguela-luchazi e a mbunda.
Este grupo de povos inclui, de forma genérica e coletivamente, povos diferentes, como os vambundas (ou mbunda ou bundas), os luvales, os luenas (ou lwena), os luchazes (ou lutchaze, ou lucazi), os luimbes (ou lwimbi) e outros. Todos são tradicionalmente agricultores que fazem alguma ré-colecção e criação de pequenos animais. Estes povos distinguem-se entre eles pelas suas identidades sociais e pelas respectivas línguas (embora estas sejam aparentadas).
A sua existência começou a ser conhecida dos europeus já no século XVII, por um duplo envolvimento nas redes comerciais desenvolvidas por estes: por um lado, no tráfico de escravos a partir de Luanda e Benguela, por outro lado, no comércio das caravanas organizadas pelos ovimbundos nos séculos XIX e XX, onde entraram como fornecedores de cera, mel, marfim e outros bens transaccionáveis.
Enquanto os povos vizinhos — por exemplo, os chócues, os lundas e os ovimbundos — os identificam perfeitamente, muitos europeus, e também alguns angolanos urbanos de hoje, têm tendência a considerar estes povos como ovimbundos, dos quais no entanto se distinguem pelas suas línguas e culturas, bem como pelas suas identidades sociais.
A ocupação colonial destes povos fez-se relativamente tarde, havendo no caso dos bundas uma resistência armada. Nalgumas áreas, povos ganguelas foram afectados, em grau maior pela guerra anticolonial e pela Guerra Civil Angolana. Uma das consequência foi o êxodo maciço dos bundas para a Zâmbia.